# Забокрицька Мирослава Романівна
Мирослава Романівна Забокрицька (нар. 4 квітня 1976 р., Луцьк) — українська науковиця, гідролог-гідрохімік-гідроеколог, кандидат географічних наук, доцент, гарантка освітньої програми "Гідрологія" Волинського національного університету імені Лесі Українки, учасниця міжнародних гідоекологічних проєктів. 

## Біографія
Народилися 4 квітня 1976 р. в Луцьку. Закінчила середню школу, Луцьке медичне учлище (1990—1994 рр.), Волинський державний університет імені Лесі Українки (1994—1999 р.) за фахом біологія. Займалася спортом: кандидат у майстри спорту з плавання, 1-й розряд з гімнастики.
Навчалася в аспірантурі і працювала науковою співробітницею в Українському гідрометеорологічному інституті ДСНС України та НАН України (2001-2006) — м. Київ. Брала участь в розробленні спеціалізованої інформаційно-аналітичної системи з оцінювання якості води “Aqua Guard”.
Від 2008 р. — доцент кафедри фізичної географії географічного факультету Волинського національного університету імені Лесі Українки. 
Одружена, чоловік — український вчений-гідроеколог Хільчевський В.К.

## Наукова діяльність
Захистила кандидтську дисертацію на тему "Гідрохімічний режим та оцінка якості річкових вод  басейну Західного Бугу на території України" (2005) за спеціальністю "гідрологія суші, водні ресурси, гідрохімія" (11.00.07) в Київському національному університеті імені Тараса Шевченка (наукові керівники: Хільчевський В.К., Осадчий В.І.).

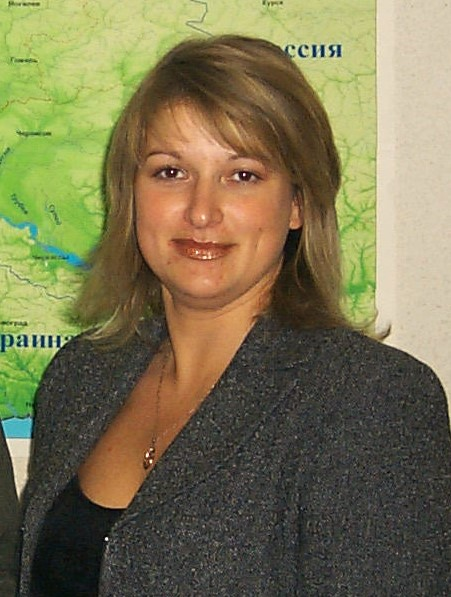
Під час досліджень по Зах. Бугу в УкрГМІ, м. Київ, 2005 р.

Брала участь в реалізації міжнародних наукових проєктів. Виконала дослідження з гідрології, гідрохімії та якості води, гідроекологічних проблем міжнародних річкових басейнів, зокрема Західного Бугу (Україна, Польща, Білорусь), Дністра (Україна, Молдова), Тиси (Україна, Угорщина).
У ВНУ ім. Лесі Українки розвинула дослідження з гідрохімії та гідроекології басейну р. Західний Буг, Шацьких озер в межах Міжнародного трилатерального біосферного резервату ЮНЕСКО "Західне Полісся". 
Авторка монографій та навчально методичних видань з управління водними ресурсами. 
Має публікації у вітчизняних та закордонних періодичних виданнях, що входять до наукометричних баз Scopus, Web of Science та ін. Автор статей у Великій українській енциклопедії.
Низка її книг розміщена в електронній бібліотеці Національної бібліотеки України ім. Вернадського та електронній бібліотеці "Україніка".
Проходила міжнародні наукові стажування, зокрема: Університет імені Марії Кюрі-Складовської (Польща), факультет Наук про Землю та благоустрою державного Університету Марії Кюрі-Склодовської та у Люблінському науково-технологічному парку (м. Люблін, РП Польща) з 01.11.17 по 01.02.18 р. CERTYFIKAT uczestnictwa w stażu podwyższającym kwalifikacje «Edukacja i nauka bez granic» w dniach 01.11.2017-01.02.2018 roku w Lublinie). 
Is a successful participant in the International Interdisciplinary Studies "European Green Dimensions" from 10.01.2024 to 01.05.2024 of the Project 101081525-JM EUCD - ERASMUS - 2022 HEI - TCN-RSCH (90 academic hours 3/ credits ECTS. Certificate 077 01052024. 
Членкиня Українського географічного товариства.

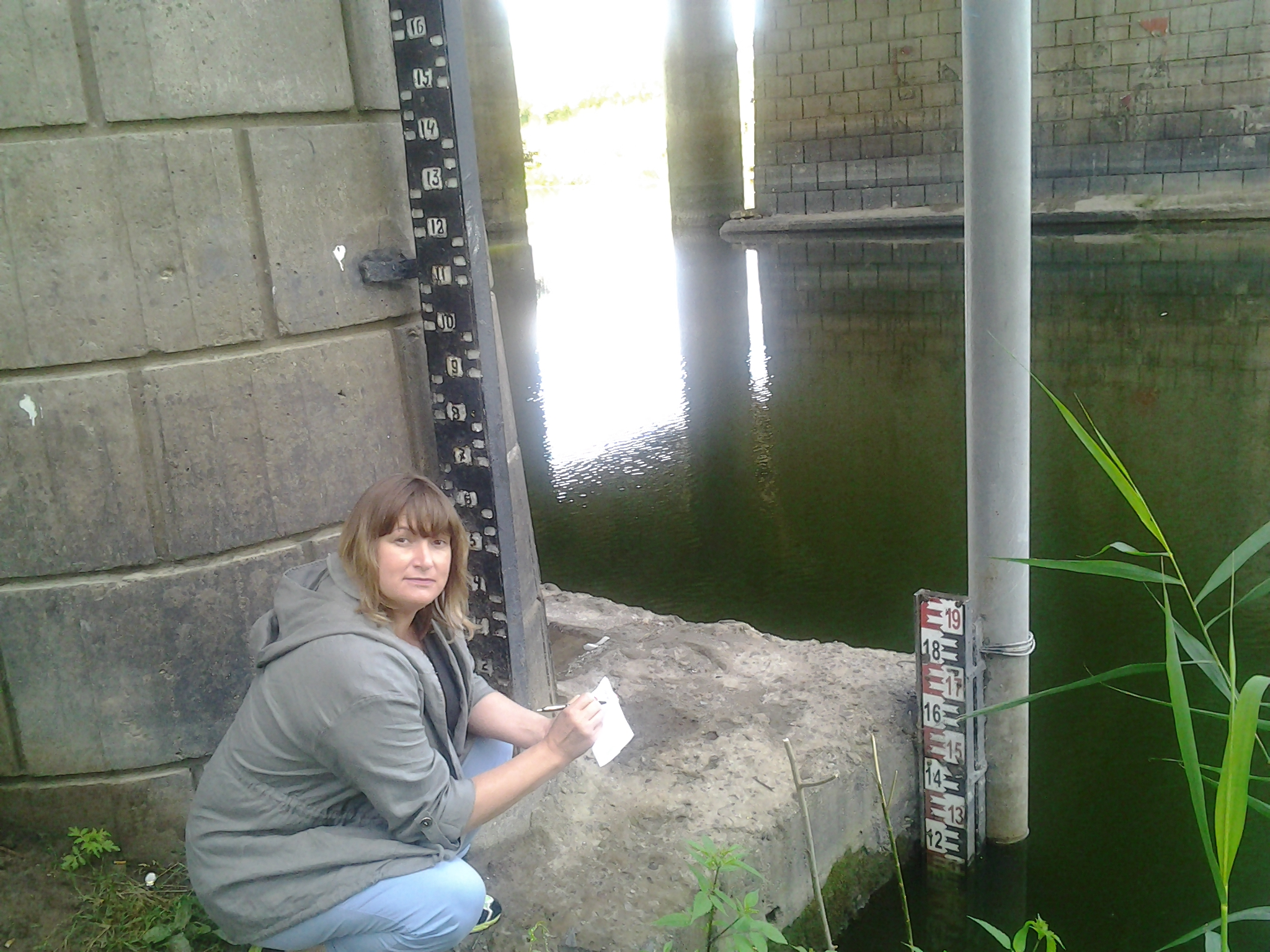
Моніторинг на гідрологічному посту р. Стир - м. Луцьк, 2016 р.

## Основні праці
- Забокрицька М. Р., Хільчевський В. К. Водні об’єкти Луцька: гідрографія, локальний моніторинг, водопостачання та водовідведення. Гідрологія, гідрохімія і гідроекологія. Т. 3 (42), 2016. С. 64-76.
- Khilchevskyi V. К. Zabokrytska M. R., Sherstyuk N. P. Hydrography and hydrochemistry of the trans-boundary river Western Bug on the territory of Ukraine. Journal of Geology, Geography and Geoecology. 27 (2), 2018. Р. 232-243. DOI: https://doi.org/10.15421/111848.
- Гребінь В. В., Забокрицька М. Р. Український гідролог-гідрохімік Валентин Хільчевський. Монографія. Київ : ДІА, 2019. 216 с.
- Khilchevskiy V .K., Grebin V. V., Zabokrytska M. R. Abiotic Typology of the Rivers and Lakes of the Ukrainian Section of the Vistula River Basin and its Comparison with Results of Polish Investigations. Hydrobiological Journal. 2019. Vol. 55 (3). P. 95-102. DOI: 10.1615/HydrobJ.v55.i3.110
- Хільчевський В. К., Забокрицька М. Р., Кравчинський Р. Л. Екологічна стандартизація та запобігання впливу відходів на довкілля: навчальний посібник. К.: ВПЦ «Київський університет», 2019. 192 с.
- Khilchevskyi V. К. Sherstyuk N. P., Zabokrytska M. R. Researches of the chemical composition of surface water in Ukraine, 1920-2020 (review). Journal of Geology, Geography and Geoecology 2020. 29 (2). P. 304-326. DOI: 10.15421/112028
- Хільчевський В. К., Забокрицька М. Р. Основні аспекти морфометрії та гідрохімії Шацьких озер. Гідрологія, гідрохімія і гідроекологія. К. 2020. № 3(58). С. 92-100. DOI: 10.17721/2306-5680.2020.3.9
- Khilchevskyi V., Grebin V., Zabokrytska M., Zhovnir V., Bolbot H., Plichko L. Hydrographic characteristic of ponds distribution in Ukraine – Basin and regional features. Journal of Water and Land Development. 2020. No. 46 (VII-X). p. 140-145. DOI: 10.24425/jwld.2020.134206

V. K. Khilchevskyi, S. М. Kurylo, M. R. Zabokrytska. Long-term fluctuations in the chemical composition of surface waters and climate change. Conference Proceedings, XIV International Scientific Conference “Monitoring of Geological Processes and Ecological Condition of the Environment”, Nov. 2020, Volum 2020, p. 1-5. DOI: https://doi.org/10.3997/2214-4609.202056003
- R. L. Kravchynskyi, V. K. Khilchevskyi, M. V. Korchemlyuk, M. R. Zabokrytska. Integrated monitoring of the springs of the north-eastern part of the Carpathians. Conference Proceedings, XIV International Scientific Conference “Monitoring of Geological Processes and Ecological Condition of the Environment”, Nov 2020, Volume 2020, p. 1-5. DOI: https://doi.org/10.3997/2214-4609.202056006
- M. P. Pasichnyk, V. К. Khilchevskyi, L. V. Ilyin, M. R., Zabokrytska, О. V. Ilyinа. Research of the state of lake systems in Volyn region with the use of satellite images. Conference Proceedings «Geoinformatics: Theoretical and Applied Aspects 2021». European Association of Geoscientists & Engineers. Vol. 2021. P. 1-6. DOI: 10.3997/2214-4609.2020geo107
- Забокрицька М. Р. Підручник «Агрогідрохімія» (2021 р.) – внесок у реалізацію положень «нітратної директиви» 91/676/ЄEC в Україні. Гідрологія, гідрохімія і гідроекологія. К. 2021. № 2 (60). С. 74-80.
- Хільчевський В. К., Забокрицька М. Р. Хімічний аналіз та оцінка якості природних вод. Навчальний посібник. Луцьк. Вежа-Друк, 2021. 75 с.
- Khilchevskyi V., Netrobchuk, I., Sherstyuk N., Zabokrytska M. Environmental assessment of the quality of surface waters in the upper reaches of the Pripyat basin in Ukraine using different methods // Journal of Geology, Geography and Geoecology. 2022. 31(1). P. 71-80.
- Хільчевський В.К., Забокрицька М.Р. Особливості нормативного оцінювання якості води водних об’єктів для рекреаційних цілей в Україні // Гідрологія, гідрохімія і гідроекологія. 2022. № 1(63). С. 40-53.
- Хільчевський В.К., Забокрицька М.Р. Облаштування, моніторинг та екологічна сертифікація пляжів на рекреаційних водних об’єктах // Гідрологія, гідрохімія і гідроекологія, 2022. № 2(64). C. 40-52.
- Khilchevskyi V., Grebin V., Dubniak S., Zabokrytska M., Bolbot H. Large and small reservoirs of Ukraine // Journal of Water and Land Development. 2022. No. 52 (I–ІІI). 101-107.
- Khilchevskyi V., Ilyin L., Pasichnyk M., Zabokrytska M., Ilyina O. Hydrography, hydrochemistry and composition of sapropel of Shatsk Lakes. Journal of Water and Land Development, 2022, No 54, 184-193.
- Khilchevskyi, V., Leta, V., Sherstyuk, N., Pylypovych, O., Zabokrytska, M., Pasichnyk, M., & Tsvietaieva, O. Hydrochemical characteristics of the Upper reaches of the Tisza River. Journal of Geology, Geography and Geoecology, 2023. 32(2), 283-294.
- Хільчевський В.К., Забокрицька М.Р., Плічко Л.В., Шевчук О.С. Хімічний склад води та йонний стік річок Західний Буг, Нарев та Вісла (басейн Балтійського моря) // Географічний часопис Волинського нац. ун-ту ім. Лесі Українки. 2023. № 1(1). С. 24-31.
- Хільчевський В.К., Забокрицька М.Р., Стельмах В.Ю. Гідроекологічні аспекти водопостачання та водовідведення: навч. посібник. К.: ДІА, 2023. 228 с.
- Khilchevskyi V.K., Kapusta T.Ya., Sherstyuk N.P., Zabokrytska M.R. Hydrochemical characteristics of left-bank tributaries of the Dniester within Ternopil oblast. Journal of Geology, Geography and Geoecology, 2024, 33(1), 88-99.
- Хільчевський В.К., Гребінь В.В., Забокрицька М.Р. Управління річковими басейнами: навч. посібник. К.: ДІА, 2024. 236 с.